# وسوسه آنتونی بزرگ
وسوسه آنتونی بزرگ (فرانسوی: La Tentation de Saint Antoine‎) یک فیلم صامت و کوتاه فرانسوی به کارگردانی ژرژ ملی‌یس است که در سال ۱۸۹۸ منتشر شد.